# Donald Petrie
Donald Mark Petrie (Nova Iorque, 2 de abril de 1954) é um ator e cineasta norte-americano. Filho dos também atores Daniel e Dorothea Petrie, é um cineasta especializado em comédias. Dirigiu muitos episódios de seriados de TV.

## Filmografia cinema
- 1989 - Mystic Pizza (br: Três Mulheres, Três Amores)
- 1990 - Opportunity Knocks
- 1993 - Grumpy Old Men (br: Dois Velhos Rabugentos)
- 1994 - The Favor (br: Um Favor Indecente)
- 1994 - Richie Rich (br: Riquinho)
- 1996 - The Associate (br: O Sócio)
- 1999 - My Favorite Martian (br: Meu Marciano Favorito)
- 2000 - Miss Congeniality (br: Miss Simpatia)
- 2003 - How to Lose a Guy in 10 Days (br: Como Perder um Homem em 10 Dias)
- 2004 - Welcome to Mooseport (br: Uma Eleição Muito Atrapalhada)
- 2006 - Just My Luck (br: Sorte no Amor)
- 2009 - My Life in Ruins (br: Falando Grego)